# Rheydter Straße 177a (Mönchengladbach)

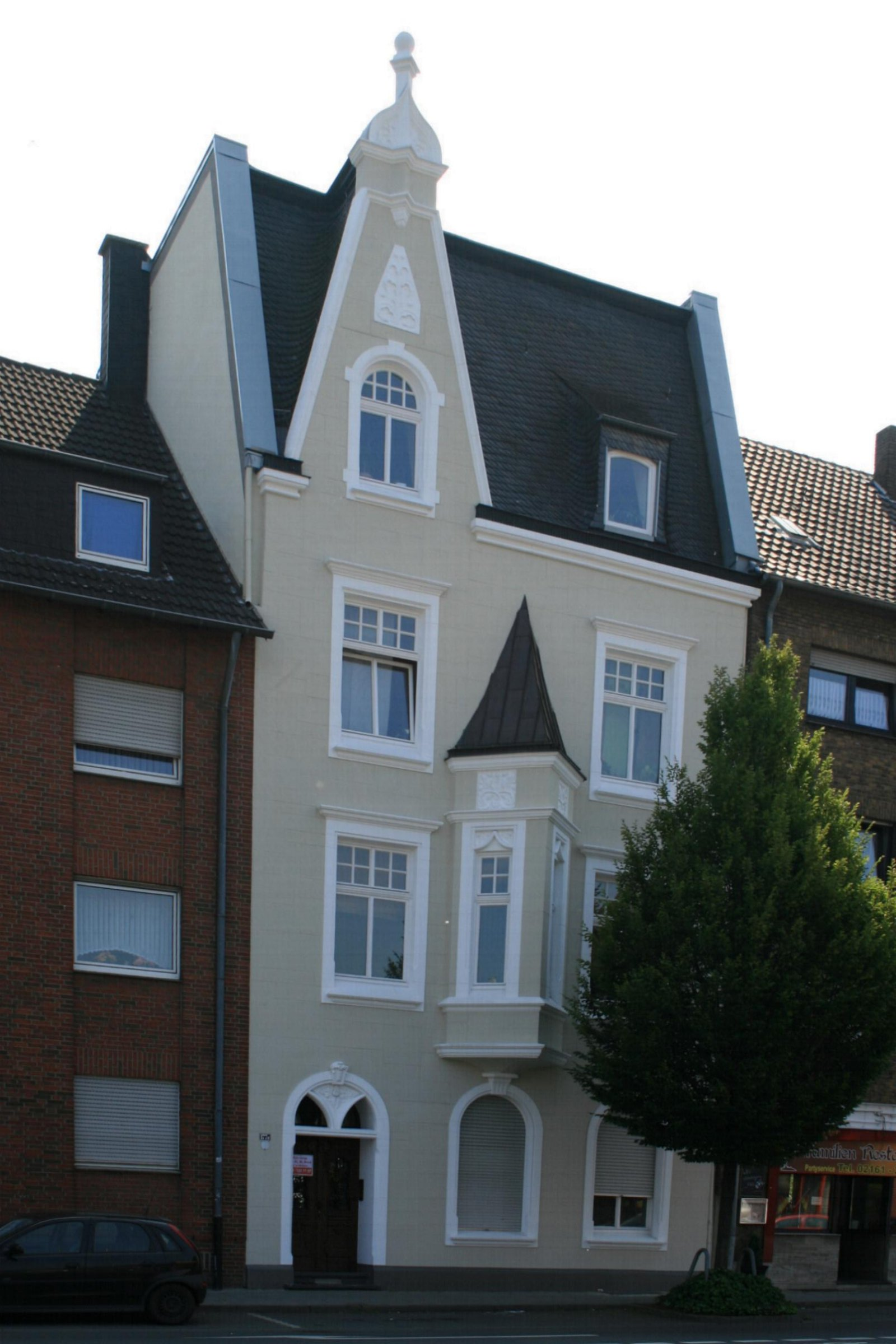
Wohnhaus (2010)

Das Wohnhaus Rheydter Straße 177 a steht in Mönchengladbach (Nordrhein-Westfalen) im Stadtteil Dahl.
Das Gebäude wurde um die Jahrhundertwende erbaut. Es wurde unter Nr. R 016 am 14. Mai 1985 in die Denkmalliste der Stadt Mönchengladbach eingetragen.

## Architektur
Es handelt sich um ein dreigeschossiges, nicht unterkellertes und mit einem ausgebauten Mansarddach versehenes Mietshaus in drei Fensterachsen. Die stuckierte Fassade ist in zurückhaltenden Formen dekoriert und durch Erker und Giebelaufsatz besonders ausgezeichnet. Das Objekt ist als Zeugnis städtebaulicher Entwicklung erhaltenswert.